# Національна партія (Чилі)
Національна партія (Partido Nacional, PN) Чилі - чилійська політична партія, утворена у 1966 р. об'єднанням Об'єднаної Консервативної партії, Ліберальної партії Чилі і Національної Дії  (остання була, у свою чергу, заснована у 1963 р. Хорхе Прат Ечаурреном, що був міністром фінансів у 1954 році у кабінеті Ібаньєс дель Кампо.

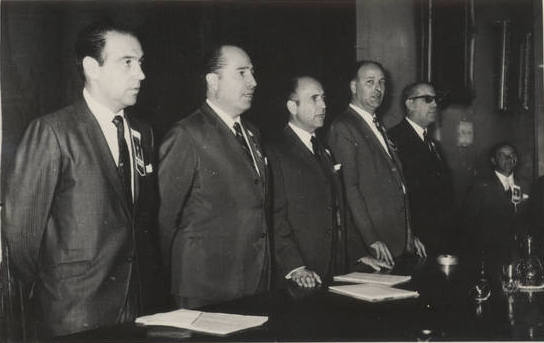
Установчі збори Національної партії, 1966

Представляла праве крило чилійського політичного спектру, проти центристської  Християнсько-демократична партія і лівої коаліції  Народної єдності. Її кандидат Хорхе Алессандрі програв  президентські вибори 1970 р.. Три роки по тому, у серпні 1973 року, після ескалації політичної поляризації, християнські демократи разом з Національною партією перемогли Альєнде на виборах до законодавчого органу. Наступного місяця генерал Піночет здійснив  військовий переворот проти Альєнде, Національна Партія цей переворот  підтримала, після чого, за однією версією, добровільно саморозпустилася 21 вересня 1973 р. За іншою - партія була розпущена хунтою. Проте функціонери партії посіли важливі державні посади  та пости.

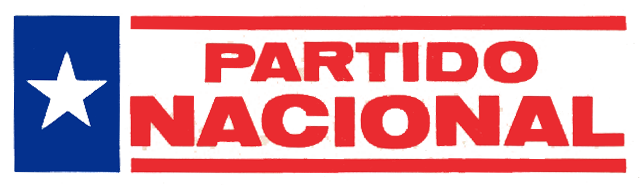
Перша емблема Національної партії, 1966-1971

У березні 1983 р. було сформовано Комітет Цивільної Дії для відновлення єдиної правої партії. Цей процес тривав до жовтня 1983 р., коли група лідерів Кармен Saenz, Сільвія Alessandri і Алісія Руїс-де-Тагл Ochagavia відновили Національну партію. Проте, не дивлячись на спроби створити єдину праву партію, на кшталт  тієї, що існувала до 1973 року, це виявилося неможливим. До нової партії увійшло лише 13 депутатів з числа колишніх членів розпущеної у 1973 році партії. Решта 20 депутатів і велика кількість лідерів і активістів  приєдналися до Руху Національної Єдності (National Union Movement), котрий через чотири роки у 1987 році реорганізувався  у партію Національне оновлення (National Renewal, RN), у той час як інші політики, пов'язані з рухом Gremialismo, заснували Незалежний демократичний союз (Independent Democratic Union, UDI) і націоналістичний рух MAN (Рух Національної Дії), партію, котра пізніше реорганізувалася у Національний Поступ  ("National Advance"). 

Прапор Національної партії Чилі.

PN брала участь в створенні Групи Восьми. Після невдалих виборчих кампаній  розпущена 18 серпня 1994 року.